# TeTeX
teTeX — свободный дистрибутив TeX'а для UNIX-подобных систем. Начиная с мая 2006 года не поддерживается, и её главный разработчик Thomas Esser предложил в качестве альтернативы TeX Live.